# Ezion-Geber

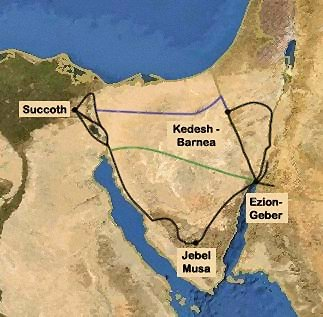
Karte mit der möglichen Route des Exodus, die den wahrscheinlichen Standort von Ezion-Geber zeigt.

Ezion-Geber (auch Ezjon-Geber, Ezeon-Geber, Gasiongaber, Vulgata: Aisongeber) wird im Alten Testament verschiedentlich erwähnt als ein Ort am Golf von Akaba, unweit von Eilat gelegen. Ezion-Geber soll einer der ersten Orte gewesen sein, an dem die Israeliten nach dem Exodus ihr Lager aufschlugen. Nach den Berichten im 1. Buch der Könige (1 Kön 9,26 ) war der Ort Ausgangspunkt des Handels Salomos im Roten Meer. Während der Königszeit ging die Hafenstadt an die Edomiter verloren. Für die Zeit nach etwa 900 v. Chr. wird der Ort in den Quellen nicht mehr genannt.
Der deutsche Forscher Fritz Frank hielt den Tell el-Kheleifeh für das biblische Ezion-Geber. Bei seinen Ausgrabungen 1938–1940 schloss sich Nelson Glueck dieser These an. Neubewertungen der Grabungsfunde durch Gary Pratico führten allerdings zu einer Datierung der Fundstelle ins 8. bis 6. Jahrhundert v. Chr. Damit ist eine Identifizierung von Ezion-Geber an dieser Stelle nicht belegbar. Wolfgang Zwickel identifiziert Ezjon-Geber mit Ğezīret Firāˁūn.